# Kułyha
Kułyha (ukr. Кулига) – wieś na Ukrainie, w obwodzie winnickim, w rejonie winnickim, w hromadzie Lityn. W 2001 liczyła 417 mieszkańców, spośród których 414 wskazało jako ojczysty język ukraiński, a 3 rosyjski.